# الحمامة التي إستحوذت على روما (فلم)
الحمامة التي إستحوذت على روما (بالإنجليزية: The Pigeon That Took Rome) فيلم أمريكي صدر عام 1962 من تؤليف ميلفيل شايفيلسون وبطولة شارلتون هيستون. الفيلم مستوحى من رواية للكاتب دونالد داونز تحمل عنوان «عشاء عيد الفصح».

## القصة
في عام 1944، خلال المراحل الأخيرة من الحرب العالمية الثانية في أوروبا، يتم إرسال الضابطان الأمريكيان بول مكدوجال (هيستون) و جوزيف كونتيني إلى إيطاليا للعمل كجواسيس لقوات الحلفاء، على الرغم من أنهم لايملكون أي خبرة في التجسس. يعمل الظابطان مع ضابط في المقاومة الحزبية يدعى تشيتشو ماسيمو. يُرسل الضابطان مكدوجال وكونتيني تقارير دورية إلى رؤسائهم بواسطة الحمام الزاجل.
مع مرور الوقت يجد كونتيني نفسه واقعا في حب ابنة تشيتشو الحامل التي تدعى روزالبا، بينما أختها أنطونيلا تضع عينها على مكدوجال. يطلب كونتيني يد روزالبا ويقوم والدها تشيتشو بإعداد وليمة للاحتفال بزفاف إبنته المرتقب. على كل، يقوم تشيتشو بإعداد فرخ حمام للمناسبة، ويقوم بقتل كل الحمامات الزاجلة بإستثناء واحد. ثم يصارع لإستبدال الحمامات، ولكن الحمامات الجديدة التي يجدها هي ألمانية وتقوم بنقل رسائل مكدوجال وكونتيني مباشرة إلى أيدي العدو.

## روابط خارجية
- مقالات تستعمل روابط فنية بلا صلة مع ويكي بيانات